# The Idolmaster KR
The Idolmaster KR (아이돌마스터.KR - 꿈을 드림?, A-idolmaseuta.KR - Kkum-eul deurimLR, lett. "Idolmaster.KR - Sognare un sogno") è un drama coreano trasmesso su SBS funE dal 28 aprile al 6 ottobre 2017. La messa in onda è avvenuta in contemporanea anche su altri canali televisivi a pagamento della SBS (SBS Plus e SBS MTV), e in streaming su Prime Video. Il drama è basato sul videogioco giapponese The Idolmaster, e segue le vicende di dieci ragazze che si preparano a diventare delle idol.

## Trama
Alla morte della sorella gemella Su-ah, famosa idol membro del gruppo Red Queen, Lee Su-ji decide di accettare la proposta del produttore discografico Kang Shin-hyuk e abbandonare le maratone per diventare una cantante e realizzare il sogno di Su-ah. Alla 825 Entertainment incontra altre ragazze che dovrebbero debuttare insieme a lei in un gruppo, ma i dissapori tra le veterane e le nuove arrivate rendono impossibile una collaborazione. Il produttore Kang decide quindi di metterle in competizione in un talent show chiamato Real Girls Project.

## Personaggi
- Kang Shin-hyuk, interpretato da Sung Hoon
Produttore delle Red Queen sin dal loro debutto, dopo la morte di Su-ah lascia il mondo della musica, ma Su-ji e le ragazze della 825 Entertainment gli fanno ritrovare l'entusiasmo che aveva perso.
- Lee Su-ji, interpretata da Lee Su-ji e Kim Na-rae (da bambina)
Maratoneta che arriva sempre seconda alle gare, senza però darci peso. Solitamente considerata l'ombra di Su-ah, quando quest'ultima muore rinuncia alla corsa e si chiude in se stessa, svolgendo vari lavoretti part-time e vivendo in un appartamento minuscolo, lontana dai suoi genitori finché, un anno dopo, accetta la proposta di Shin-hyuk di diventare un'idol.
- Heo Young-joo, interpretata da Heo Young-joo, Kim Ji-an (da bambina) e Ryu Han-bi (a 14 anni)
Young-joo è un'apprendista da dieci anni, ma non è ancora riuscita a debuttare, perciò è disposta a tutto pur di vincere la competizione. Vuole diventare un'idol anche per sua sorella, che è muta e non può cantare le proprie canzoni. Quando Su-ji arriva alla 825 Entertainment, Young-joo inizia a considerarla la propria rivale.
- Kim So-ri, interpretata da Kim So-ri
La più grande del gruppo, al suo villaggio era nota per essere una promessa del ballo, perciò si trasferì a Seul per diventare un'idol, rendendosi però conto di non essere brava come credeva. Sebbene faccia del suo meglio per incoraggiare le sue compagne, il maggior timore di So-ri è diventare troppo vecchia e non riuscire a realizzare il suo sogno.
- Yukika, interpretata da Yukika Teramoto
Yukika viene dal Giappone, dove faceva la doppiatrice, e ha una personalità spumeggiante. Adora scherzare, e questo va a scapito dei suoi allenamenti in canto e ballo.
- Kwon Ha-seo, interpretata da Kwon Ha-seo
Ha-seo proviene da una famiglia tradizionalista, ma, decisa a diventare una rapper, sgattaiola fuori di casa e riesce ad affermarsi sulla scena underground di Hongdae. Tiene nascosta la sua doppia vita ai suoi familiari, che non la approverebbero.
- Lee Jee-won, interpretata da Lee Jee-won
Ex-migliore amica di Ye-eun, che ha tradito in passato rubandole il posto in un'agenzia d'intrattenimento.
- Jung Tae-ri, interpretata da Jung Tae-ri
Sorella minore di un prodigio della recitazione, sin da piccola Tae-ri è stata attratta dal palcoscenico, ma, per non vivere costantemente nell'ombra del fratello, ha deciso di diventare una cantante invece che un'attrice.
- Mint, interpretata da Mint
Nata in Thailandia in una famiglia molto ricca, Mint è abituata ad ottenere sempre quello che vuole. Viene invitata in Corea dal presidente Shim, ma, invece che divertirsi e debuttare, si ritrova coinvolta in una sfida alla sopravvivenza.
- Lee Ye-eun, interpretata da Lee Ye-eun
Ye-eun ha sempre amato cantare e, raggiunta l'adolescenza, ha iniziato a presentarsi alle audizioni per unirsi ad un'agenzia d'intrattenimento. Quando finalmente ci riesce, il posto le viene rubato dalla sua migliore amica Jee-won. Unirsi alla 825 Entertainment permette a Ye-eun di farsi delle nuove amiche e di realizzare il suo sogno, perdonando anche Jee-won.
- Cha Ji-seul, interpretata da Cha Ji-seul
Ji-seul ha un carattere freddo e ha avuto una vita difficile, senza un padre, con una madre malata e due fratelli minori a cui badare. Svolge numerosi lavori part-time per guadagnare abbastanza per mantenere la famiglia, e decide di diventare un'idol per arricchirsi. Con il passare del tempo lega con le sue compagne, specialmente con Mint.
- Chun Jane, interpretata da Chun Jane
È la più giovane del gruppo, ancora in età da liceo. Ha lasciato la sua famiglia negli Stati Uniti per andare in Corea e debuttare, e ogni tanto ha nostalgia di casa.
- Shim Min-chul, interpretato da Park Chul-min
Presidente della 825 Entertainment, che ha fondato rilevando la Pure Entertainment alla quale appartenevano Young-joo e le sue amiche. Il suo unico desiderio è che le ragazze siano felici e seguano i loro sogni.
- Kang Ye-seul, interpretata da Kang Ye-seul
Assistente del presidente Shim e manager delle ragazze.

### Altri personaggi
- Lee Su-ah, interpretata da Lee Su-ji e Kim Na-ri (da bambina)
Leader del gruppo delle Red Queen, sorella gemella di Su-ji.
- Chae Na-kyung, interpretata da Lee Ka-eun
Membro delle Red Queen, sostituisce Su-ah.
- Jo Hye-joo, interpretata da Jo So-jin
Membro delle Red Queen.
- Mina, interpretata da Ari
Membro delle Red Queen.
- Yeri, interpretata da Han Hye-ri
Membro delle Red Queen.
- Yang Shil-chang, interpretato da Lee Moo-saeng
- Heo Jung-joo, interpretato da Heo Jung-joo
Sorella minore di Young-joo, è muta e scrive canzoni.
- Coco, interpretata da Lee Coco
Presentatrice del Real Girls Project.
- Jin Na-young, interpretata da Jin Na-young
Amica di So-ri.
- Kim Dan-oh, interpretata da Bae Seul-ki
Insegnante di canto alla 825 Entertainment.
- Presidente della Y Entertainment, interpretato da Lee Doo-il
- Madre di Su-ji, interpretata da Kim Jung-young
- Padre di Su-ji, interpretato da Kim Hak-seon
- Amica di Su-ji, interpretata da Oh Da-ye
- Cha Yi-seul, interpretata da Kang Na-hyun
Sorella minore di Ji-seul.
- Cha Woo-shik, interpretato da Jo Young-woong
Fratello minore di Ji-seul.
- Presidente della JD Entertainment, interpretato da Jang Hoon
- Lee Sung-min, interpretato da Gu Na-hyun
- Giornalista Seo, interpretata da Choi Ji-yeon
- Compositore Han, interpretato da Kim Hyung-suk
- Madre di Mint, interpretata da Malliga Vanada
- Jung Tae-woo, interpretato da Jung Tae-woo
Fratello maggiore di Tae-ri, noto attore.
- Fratello maggiore di Ha-seo, interpretato da Jung Hee-chul
- Nonno di Ha-seo, interpretato da Lee Jong-gu
- Madre di Ha-seo, interpretata da Yook Mi-ra
- Myung-jung, interpretata da Lee Ji-eun
Amica di Yi-seul.
- Madre di So-ri, interpretata da Kim Hee-ryung
- Padre di So-ri, interpretato da Han Sung-shik
- Bom-yi, interpretata da Gowoon
- Paparazzo, interpretato da Lee Jung-joon
Fan sfegatato di Yukika, la segue ovunque scattando foto di nascosto.
- Choi Jin-tae, interpretato da Yoo Ji-hyuk
Medico, amico di Shin-hyuk.

## Colonna sonora
1. Dream (꿈을 드림?, Kkum-eul deurimLR) – Real Girls Project
2. One for All – Real Girls Project
3. Memories (메모리즈?) – Lee Su-ji e Lee Jee-won
4. Lost In The Summer – Chun Jane e Heo Jung-joo
5. Super Girl Magic – Red Queen
6. Acacia – Red Queen
7. Attention – Red Queen
8. I Must Go! – Real Girls Project
9. Growl (으르렁?, EureureongLR) – Lee Su-ji, Kwon Ha-seo, Mint, Lee Ye-eun e Cha Ji-seul
10. Second Confession (두번째 고백?, Dubeonjjae gobaekLR) – Heo Young-joo, Kim So-ri, Yukika Teramoto, Jung Tae-ri e Chun Jane
11. Wanna Be Your Star – Kwon Ha-seo, Chun Jane e Lee Ye-eun
12. Not End... But And!! – Real Girls Project
13. Let's Get Started – Real Girls Project
14. The World is All One!! – Real Girls Project
15. The Idolm@ster – Real Girls Project
16. Because of You (너 때문에?, Neo ttaemun-eLR) – Heo Jung-joo
17. The Idolm@ster (Korean ver.) – B-Side (Kim So-ri, Lee Ye-eun, Lee Jee-won, Cha Ji-seul e Yukika Teramoto)
18. Wishy Washy (오락가락해?, OrakgarakhaeLR) – Lee Coco
19. Pingpong Game (핑퐁게임?, Pingpong ge-imLR) – Real Girls Project

## Produzione
Le audizioni furono aperte il 15 aprile 2016 e chiuse alla mezzanotte del 25 aprile successivo, e videro la partecipazione di centinaia di candidate provenienti da 17 Paesi. Dal 29 aprile al 4 maggio furono caricati su YouTube dei video di presentazione di chi aveva superato la prima selezione per permettere al pubblico di scegliere le proprie preferite. I risultati finali delle prime votazioni furono annunciati sul sito ufficiale il 6 maggio successivo: in testa figurò Kim So-hee (ex concorrente di Produce 101, che dovette tuttavia rinunciare a causa di altri impegni), seguita dal duo delle Cocosori (Kim So-ri e Lee Coco), la doppiatrice giapponese Yukika Teramoto e Mint delle Tiny-G. Ulteriori audizioni furono condotte fino al 9 maggio e, combinandole con i voti online, passarono 19 candidate. Dopo dieci giorni di allenamento, il 31 maggio caricarono i propri video personali su YouTube. I punteggi furono determinati per il 60% dagli insegnanti di recitazione, canto e ballo, per il 10% dalla produzione e per il 30% dai "mi piace" su YouTube. La chiusura delle votazioni venne estesa dal 5 al 6 giugno per combaciare con l'uscita dei due videoclip di prova girati durante gli allenamenti. Nel primo videoclip di prova, il Team A (Kang Ye-seul, Kim So-ri, Kim Ye-jin, Mint, Oh Yoo-hyun, Moon Ji-hee, Son Hyun-mi, Yukika Teramoto, Heo Young-joo e Heo Jung-joo) eseguì "Dream", mentre nel secondo il Team B (Kwon Ha-seo, Mayu Uri, Lee Su-ji, Lee Ye-eun, Lee Jee-won, Jin Na-young, Jung Yeon-joo, Chun Jane e Lee Coco) cantò "One for All". I risultati furono annunciati il giorno successivo e le cinque in fondo alla classifica vennero eliminate, mentre vennero aggiunte due ulteriori aspiranti, Jung Tae-ri e Hana Byeol. Il 15 giugno le ragazze iniziarono un periodo di formazione della durata di due settimane. Le dieci vincitrici (Kim So-ri, Mint, Yukika Teramoto, Heo Young-joo, Kwon Ha-seo, Lee Su-ji, Lee Ye-eun, Lee Jee-won, Chun Jane e Hana Byeol), che formarono il gruppo delle Real Girls Project, furono annunciate il 25 agosto, quando furono pubblicati il singolo "Dream" con il relativo videoclip; in seguito Cha Ji-seul sostituì Hana Byeol, che si era infortunata.